# Liste der Kulturdenkmäler in Pelm
In der Liste der Kulturdenkmäler in Pelm sind alle Kulturdenkmäler der rheinland-pfälzischen Ortsgemeinde Pelm aufgeführt. Grundlage ist die Denkmalliste des Landes Rheinland-Pfalz (Stand: 17. Juli 2023).

## Denkmalzonen
| Bezeichnung                             | Lage                                             | Baujahr         | Beschreibung | Bild                           |
| --------------------------------------- | ------------------------------------------------ | --------------- | --- | ------------------------------ |
| Denkmalzone Kasselburg                  | nordwestlich des Ortes Lage                      | 12. Jahrhundert | im 12. Jahrhundert gegründet, unter den Eifelburgen eine der stattlichsten und am besten erhaltenen; Bauteile des 13., 14. und 15. Jahrhunderts, achtgeschossiger Wohnturm, dreigeschossiger Palas mit Kapellenanbau, Mitte des 14. Jahrhunderts; Bergfried, im Unterbau romanisch; Reste von Wohn- und Wirtschaftsgebäuden, Brunnenturm; quadratischer Torturm, 15. Jahrhundert; einschließlich der weiträumigen Umgebung | weitere Bilder Fotos hochladen |
| Denkmalzone Bahnbetriebswerk Gerolstein | südwestlich des Ortes (Kasselburger Weg 16) Lage | 1928–30         | Rundlokschuppen, Magazin-, Verwaltungs- und Werkstattgebäude, 1928–30, nach Kriegszerstörungen 1949/50 wiederaufgebaut | Fotos hochladen                |

## Einzeldenkmäler
| Bezeichnung                             | Lage                                            | Baujahr                           | Beschreibung | Bild                           |
| --------------------------------------- | ----------------------------------------------- | --------------------------------- | --- | ------------------------------ |
| Quereinhaus                             | Bahnhofstraße 1 Lage                            | 17. oder 18. Jahrhundert          | kleines barockes Quereinhaus (?)                                                                                 | BW                             |
| Quereinhaus                             | Bahnhofstraße 14 Lage                           | 1878                              | Quereinhaus, bezeichnet 1878                                                                                     | BW                             |
| Wohnhaus                                | Gerolsteiner Straße 6 Lage                      | um 1800                           | Krüppelwalmdachbau, um 1800                                                                                      | BW                             |
| Wohnhaus                                | Gerolsteiner Straße 7 Lage                      |                                   | zweigeschossiger Massivbau mit kleinen Fensteröffnungen                                                          | BW                             |
| Katholische Filialkirche St. Willibrord | Hauptstraße Lage                                | 1746                              | romanischer Westturm, Schiff von 1746, 1965 vergrößert                                                           | weitere Bilder Fotos hochladen |
| Kriegerdenkmal                          | Hauptstraße, vor Nr. 2 Lage                     | 1919                              | Kriegerdenkmal 1914/18, Kruzifix von 1850, auf Unterbau von 1919                                                 | Fotos hochladen                |
| Wegekreuz                               | Hauptstraße, gegenüber Nr. 8 Lage               | erste Hälfte des 18. Jahrhunderts | Schaftkreuz, Rotsandstein, erste Hälfte des 18. Jahrhunderts                                                     | Fotos hochladen                |
| Wohnhaus                                | Hauptstraße 18 Lage                             | Anfang des 19. Jahrhunderts       | stattliches Wohnhaus eines ehemaligen Streckhofs, Anfang des 19. Jahrhunderts                                    | Fotos hochladen                |
| Quereinhaus                             | Hauptstraße 19 Lage                             | 1742                              | kleines Quereinhaus, angeblich von 1742, barocker Eingang, Erscheinungsbild größtenteils aus dem 19. Jahrhundert | BW                             |
| Wegekreuz                               | Hauptstraße, zwischen Nr. 19 und 23 Lage        | 1762                              | Balkenkreuz, Rotsandstein, bezeichnet 1762                                                                       | Fotos hochladen                |
| Quereinhaus                             | Hauptstraße 46 Lage                             | um 1800                           | Quereinhaus, um 1800 (?), klassizistische Türeinfassung, ausgehendes 19. Jahrhundert                             | BW                             |
| Denkmal                                 | nördlich des Ortes an der Eisenbahnstrecke Lage | 1897                              | Denkmal für die am 18. Mai 1897 verunglückten Krieger; wohl kurz nach 1897                                       | BW                             |
| Heiligenhäuschen                        | südlich des Ortes an der K 34 Lage              | 1768                              | Heiligenhäuschen, Rotsandstein, bezeichnet 1768                                                                  | BW                             |
| Judenkirchhof                           | westlich des Ortes auf der Höhe Lage            | 124                               | sogenannter Judenkirchhof; gallorömischer Tempelbezirk, 124 n. Chr.                                              | weitere Bilder Fotos hochladen |